# Олендзькі

варіант гербу равич

Олендзькі гербу Равич — шляхетський рід.

## Представники
- Ян
- Томаш — хорунжий дрогицький
- Томаш на Хендові — каштелян закроцімський
- Йоанна — дружина Яна Олєсьніцкого, князя Михайла Юрія Чарторийського[1]
- ім'я невідоме — чоловік Анни Станіславської, доньки київського воєводи Міхала Єжи

- Андрій — суддя земський луківський, др. Марія Сильвія Броневська
  - Альберт (Войцех) — холмський каштелян, дружина — Тереза Яловицька, донька волинського ловчого Матвія[2] Боженця
    - Михайло
    - Андрій (пом. 1756) — красноставський хорунжий, холмський каштелян
    - Анна, чол. Юзеф Ольшевський

  - Франциск